# Gramática implícita
A gramática implícita (ou internalizada) é definida como o conjunto de regras que o falante domina.  É o conhecimento lexical e sintático-semântico que o falante possui e que permite que ele entenda e produza frases em sua língua.
A existência de uma gramática internalizada pode ser observada por dois fatos linguísticos: o primeiro é a criança produzir formas não usadas por falantes adultos. Por exemplo, é comum a criança utilizar a conjugação dos verbos regulares (comi, escrevi) para os verbos irregulares (fazi, trazi). Este fato demonstra que ela tem uma regra internalizada para o uso de verbos, porém, por não conhecer as exceções (os irregulares), aplica a regra a todos os verbos.  
O outro fato é a hipercorreção, que é a aplicação de uma regra de maneira generalizada, ainda que a regra não se aplique a determinado contexto. Por exemplo, um falante que produz formas como "meu fio" no lugar de "meu filho", ao ter contato com as formas reconhecidas como corretas, "filho", "velho", "baralho", pode ampliar o uso da regra em contextos onde não se aplica, como "pilha da cozinha" e "telha de aranha".
Segundo Calvet, quando o falante acredita que não domina a forma prestigiosa de falar a língua, busca adquiri-la. Contudo, essa busca pode desencadear o fenômeno de hipercorreção no momento em que o falante, na tentativa de imitar a forma prestigiosa, termina por “exagerá-la”.
Ainda segundo Calvet, a hipercorreção se deve à insegurança linguística, visto que o falante tenta imitar uma forma de prestígio justamente por crer que não a possui.